# Kanta-Häme
Kanta-Häme (finlandeză Kanta-Hämeen maakunta, suedeză Egentliga Tavastlands landskap) este una dintre cele 20 regiuni ale Finlandei. Capitala sa este orașul Hämeenlinna.

## Comune
Kanta-Häme are în componență 16 comune:
| - Forssa - Hattula - Hauho - Hausjärvi - Humppila - Hämeenlinna - Janakkala - Jokioinen | - Kalvola - Lammi - Loppi - Renko - Riihimäki - Tammela - Tuulos - Ypäjä |

1. ↑   (PDF) https://www.maanmittauslaitos.fi/sites/maanmittauslaitos.fi/files/attachments/2021/01/Vuoden_2021_pinta-alatilasto_kunnat_maakunnat.pdf Lipsește sau este vid: |title= (ajutor)